# Лобыня, Александр Сергеевич
Александр Сергеевич Лобыня (род. 31 мая 1984, Новосибирск) — российский легкоатлет, специалист по толканию ядра. Выступал за сборную России по лёгкой атлетике в начале 2010-х годов, серебряный и бронзовый призёр чемпионатов России, участник Универсиады в Шэньчжэне. Представлял Новосибирскую область и физкультурно-спортивное общество «Локомотив». Мастер спорта России международного класса.

## Биография
Александр Лобыня родился 31 мая 1984 года в Новосибирске.
Занимался лёгкой атлетикой под руководством тренеров Е. М. Казеева, Ю. И. Гусева, К. Бахтина. Состоял в российском физкультурно-спортивном обществе «Локомотив».
Регулярно выступал на различных всероссийских соревнованиях начиная с 2004 года, неоднократно становился финалистом крупнейших национальных турниров.
В 2006 году окончил Сибирский государственный университет путей сообщения, где обучался на факультете управления процессами перевозок на железнодорожном транспорте.
В июне 2009 года на соревнованиях в Брянске впервые превзошёл отметку в 20 метров, толкнув ядро на 20,09 метра.
В 2010 году стал серебряным призёром на зимнем чемпионате России в Москве и бронзовым призёром на летнем чемпионате России в Саранске.
В мае 2011 года на соревнованиях в Адлере установил свой личный рекорд — 21 метр ровно. Это был второй лучший результат в России, третий лучший результат в Европе и 11-й результат мирового сезона в толкании ядра на открытом стадионе. Будучи студентом, Лобыня удостоился права защищать честь страны на летней Универсиаде в Шэньчжэне, где с результатом в 19,71 метра занял четвёртое место. Рассматривался в качестве кандидата на участие в чемпионате мира в Тэгу, но в конечном счёте уступил своему главному конкуренту по сборной Максиму Сидорову.
В 2012 году получил второе высшее образование, стал выпускником Школы искусства, культуры и спорта при Дальневосточном федеральном университете, где обучался на кафедре методики преподавания спортивных единоборств и атлетизма. Пытался пройти отбор на Олимпийские игры в Лондоне, но не смог этого сделать и на том завершил спортивную карьеру.
За выдающиеся спортивные достижения удостоен почётного звания «Мастер спорта России международного класса».